# Katrin Tent
Katrin Tent (1963) é uma matemática alemã, especializada em teoria dos grupos, simetrias de grupos, teoria de modelos algébricos e geometria finita. É professora de matemática e lógica matemática na Universidade de Münster.

## Formação e carreira
Tent estudou matemática, linguística e ciência da computação na Universidade de Kiel de 1982 a 1988 e, após um ano como estudante visitante na Universidade de Western Ontario no Canadá, obteve um diploma em matemática em 1989 pela Universidade de Kiel. Foi para a Universidade de Notre Dame nos Estados Unidos para fazer doutorado em matemática, onde completou seu Ph.D. em 1994, com a tese Classifying totally categorical groups (and others), orientada por Steven Allen Buechler.
Depois de trabalhar como pesquisadora visitante na Universidade Hebraica de Jerusalém e depois na Universidade de Würzburgo, onde completou uma habilitação em 2001 com a tese de habilitação Model theory of groups and BN-pairs, e após uma breve passagem como lecturer na Universidade de Birmingham, tornou-se professora de matemática na Universidade de Bielefeld em 2004. Assumiu seu cargo atual como professora de matemática e lógica matemática na Universidade de Münster em 2008. Desde 2016 é vice-presidente da Deutsche Vereinigung für mathematische Logik und für Grundlagenforschung der exakten Wissenschaften (DVMLG).

## Livros
Com Martin Ziegler, Tent é coautora de um livro sobre teoria de modelos, A Course in Model Theory (Lecture Notes in Logic 40, Cambridge University Press, 2012). Também é editora de Groups and Analysis : The Legacy of Hermann Weyl (London Mathematical Society Lecture Notes 354, Cambridge University Press, 2008), e coeditora de Lectures in Model Theory (com Franziska Jahnke e Daniel Palacín, Münster Lectures in Mathematics, European Mathematical Society, 2018).